# Ribeirão Pau Vermelho
Ribeirão Pau Vermelho är ett vattendrag i Brasilien.   Det ligger i delstaten Mato Grosso do Sul, i den södra delen av landet, 800 km sydväst om huvudstaden Brasília.
Runt Ribeirão Pau Vermelho är det glesbefolkat, med 11 invånare per kvadratkilometer.